# La Demoiselle et le Voyou
La Demoiselle et le Voyou (en russe : Барышня и хулиган, Barychnya i khouligan) est un film russe muet réalisé par Vladimir Maïakovski et Evgueni Slavinski, sorti en 1918.

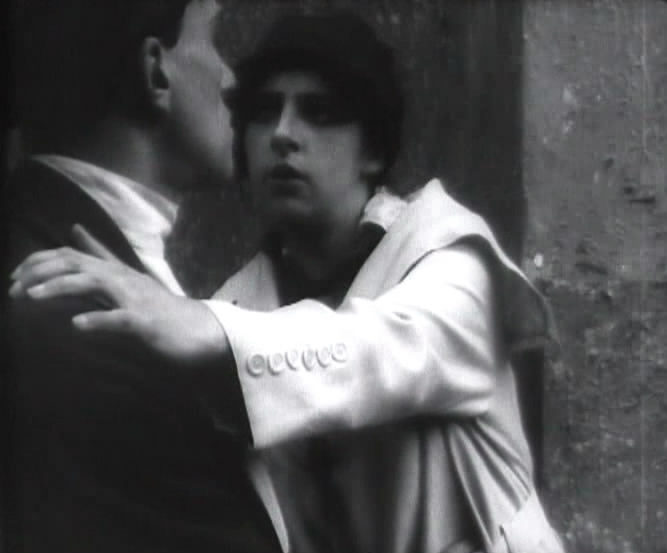
La Demoiselle et le VoyouVladimir Maïakovski et Alexandra Rebikova

Le scénario du film, écrit par Vladimir Maïakovski, est basé sur un roman de l'écrivain italien Edmondo De Amicis, L'Institutrice des ouvriers (titre original italien : Maestrina degli operai), publié en 1895. L'action est transposée par Maïakovski dans la Russie pré-révolutionnaire.

## Synopsis
Une jeune institutrice reçoit les recommandations du directeur d'une école populaire et écoute ce que ses collègues disent sur ses futurs élèves, des hommes de tous âges qui ne savent ni lire ni écrire et qui ne pensent qu'à se battre. Un de ses élèves, un jeune voyou, tombe amoureux et le lui fait savoir par le biais d'un devoir sur lequel il a écrit « Madame, je vous aime. Permettez-moi de vous embrasser ».
Le voyou continue à la harceler, quoique la demoiselle ait rejeté ses avances. Après avoir connu plusieurs mésaventures, l’institutrice est défendue par des élèves parmi les plus âgés de la classe. Une bagarre générale s'ensuit, les coups pleuvent et le voyou reçoit un coup de couteau. Il est transporté au village, ses proches et un prêtre sont à son chevet. L'institutrice est appelée, accourt vers le mourant et l'embrasse. Le prêtre tend un crucifix que le voyou embrasse avant de mourir.

## Fiche technique
- Titre : La Demoiselle et le Voyou
- Titre original : Барышня и хулиган, Barychnya i khouligan
- Genre : Drame
- Réalisation : Vladimir Maïakovski, Evgueni Slavinski
- Scénario : Vladimir Maïakovski, d'après le roman d'Edmondo De Amicis
- Opérateur : Evgueni Slavinski
- Décors : Vladimir Egorov
- Durée : 35 minutes
- Pays de production :  Russie
- Format : Moyen métrage, muet, noir et blanc
- Dates de sortie :
  - Russie : mai 1918 (première) / 1er mai 1919 (sortie nationale)
  - France : 2006 (Festival du cinéma russe de Nantes)

## Distribution
- Vladimir Maïakovski : le voyou
- Alexandra Rebikova : l'institutrice
- Fiodor Dounaev : le principal
- Ian Nevinsky : Bully, un camarade de classe

## Faits intéressants
- Le scénario du film a été écrit par Vladimir Maïakovski au cours du mois d'avril 1918 et le tournage effectué en moins de deux semaines.
- Grâce au nom du poète Vladimir Maïakovski, à la fois scénariste, réalisateur et acteur du film, celui-ci, par ailleurs jugé à l'époque comme très révolutionnaire, connut une considérable diffusion.
- La Demoiselle et le Voyou  a été un des films programmés pour être projeté en plein air pour les festivités du 1er mai 1919 à Moscou.
- Dans les années 1920, le film est ressorti sous le nom du roman original, L'Institutrice des ouvriers, mais avec une fin légèrement modifiée : l'épisode avec le prêtre a été supprimé.
- Au début des années 1960, Alexandre Belinski a créé le livret d'un ballet basé sur le film. La musique a été extraite de trois ballets de Dmitri Chostakovitch, Bolt, L'Âge d'or et Le Clair ruisseau. La première du ballet a eu lieu en 1962 au Théâtre Maly à Leningrad, avec une chorégraphie de Konstantin Boyarski.
- Le film a été restauré en 1972.